# Доменно-ключова нормальна форма
Доменно-ключова нормальна форма — це нормальна форма що використовується в нормалізації баз даних і вимагає щоб база даних не містила жодних інших обмежень крім обмежень доменів і обмежень ключів. 

Обмеження домену — обмеження, яке наказує використовувати для певного атрибуту значення тільки з деякого заданого домену. Обмеження, по своїй суті, є завданням переліку (або логічного еквівалента переліку) допустимих значень типу і оголошенням про те, що вказаний атрибут має даний тип.

Обмеження ключа — обмеження, яке стверджує, що деякий атрибут чи комбінація атрибутів є потенційним ключем.

Будь-яка змінна відношення, що знаходиться в ДКНФ, обов'язково знаходиться в 5НФ. Але не будь-яку змінну відношення можна привести до ДКНФ.